# Tereza Kočiš
Tereza Kočiš (serbe : Тереза Кочиш) est une gymnaste artistique yougoslave, née à Sombor le 24 avril 1934.

## Palmarès

### Championnats du monde
- Bâle 1950
  -  médaille d'argent au sol

### Championnats d'Europe
- Paris 1963
  -  médaille d'argent à la poutre
  -  médaille d'argent aux barres asymétriques
  -  médaille de bronze au sol